# Агищев, Даниил Степанович
Даниил Степанович Агищев (1781, Российская империя — 1847, Херсон) — русский военно-морской деятель, генерал-майор флота (1837).

## Биография
Родился в 1 января 1782 (1781?) году в семье секунд-майора Степана Агищева (1753) и его жены Акулины (1760). 
Поступил кадетом в Херсонский Морской корпус в январе 1791. Гардемарин (1793), мичман (январь 1796). Офицер Черноморского флота. Лейтенант флота — с 1804 года, капитан-лейтенант — с 1810 года, капитан 2-го ранга — с 1823 года, генерал-майор флота — с 1 января 1837 года.
Плавал в Средиземное море с эскадрой адмирала Ф. Ф. Ушакова (1798—1801). Участник кампаний на Ионических островах (Корфу) в 1806—1810 годах в ходе Русско-турецкой войны 1806—1812 годов. 
За выслугу 18 морских кампаний награждён орденом Святого Георгия 4-го класса (октябрь 1807). 
С 1811 года — командир корвета «Евлампий», крейсировал с флотом в Чёрном море. С 1812 года — эскадр-майор в Херсоне  В 1812-19 служил в Херсоне в должности эскадренного майора при капитан-командоре Быченском. Занимал казенный дом Перетца в Николаеве, находившийся на углу улиц Пушкинской и Набережной. С 1819 — смотритель Херсонского канатного завода, с 1823 — начальник отделения Экипажеской экспедиции, с 1837 командир 1-й бригады ластовых экипажей Черноморского флота.
Скончался в Херсоне в 1847 году.

## Семья
- Брат Семён Степанович (ум. 1816) — капитан-лейтенант флота (с 1810)
- Жена - Смарагда Афанасьевна в девичестве Рафтопуло.
- Дети - Мария Даниловна Агищева 30 мая 1815
- Степан Данилович Агищев  21 июля 1817
- Софья Даниловна Агищева 1819
- Клеопатра Даниловна Агищева 9 января 1821
- Вера Даниловна Агищева  10 декабря 1821[2]